# Tuya Range
Tuya Range är ett berg i Kanada.   Det ligger i provinsen British Columbia, i den centrala delen av landet, 3 900 km väster om huvudstaden Ottawa. Toppen på Tuya Range är 2 115 meter över havet.
Terrängen runt Tuya Range är huvudsakligen kuperad.Trakten runt Tuya Range är nära nog obefolkad, med mindre än två invånare per kvadratkilometer.. Det finns inga samhällen i närheten.
Trakten runt Tuya Range består i huvudsak av gräsmarker.